# Panzhuang
Panzhuang (kinesiska: 潘庄, 潘庄镇) är en köping i Kina. Den ligger i storstadsområdet Tianjin, i den norra delen av landet, omkring 34 kilometer nordost om stadens centrum. Antalet invånare är 30 213. Befolkningen består av 14 745 kvinnor och 15 468 män. Barn under 15 år utgör 15,0 %, vuxna 15-64 år 77 %, och äldre över 65 år 7,0 %.